# James Curtis Hepburn

James Curtis Hepburn (Büste an der Meiji-Gakuin-Universität)

James Curtis Hepburn (* 13. März 1815 in Milton, Pennsylvania; † 21. September 1911 in East Orange, New Jersey) war ein amerikanischer Missionar und Sprachforscher in Japan.
Hepburns Werk, ein japanisch-englisches Wörterbuch, trug maßgeblich zur Verbreitung des später nach ihm hebonshiki rōmaji oder Hepburn-System genannten Schemas zur Umsetzung von japanischer Kana-Schrift in lateinische Schrift bei. Man spricht bei den Umsetzungstabellen auch von Hepburn-Tafeln. Die Grundlagen seiner Arbeit stammen jedoch nicht von ihm selbst, sondern aus der Arbeit einer Kommission von Gelehrten aus dem davorliegenden Jahr 1885.
James Hepburn stellte 1867 das erste japanisch-englische Wörterbuch, das Waei gorin shūsei, zusammen.
Er zog 1859 während der Edo-Zeit nach Japan, um dort westliche Medizin zu unterrichten. Er lebte in der Kleinstadt Kanagawa (heute Bezirk Kanagawa in Yokohama) und in Yokohama und war 1886 einer der Gründer der Meiji-Gakuin-Universität in Tōkyō, deren erster Präsident er wurde. Von 1874 bis 1888 leitete er ein Komitee westlicher und japanischer Übersetzer, die die gesamte Bibel mit Romaji in die japanische Sprache übersetzten.
Hepburn war seit 1840 mit Clarissa Maria Leete (1818–1906) verheiratet. Mit ihr hatte er vier Kinder, von denen nur der Sohn Samuel Dyer Hepburn (1844–1922) das Erwachsenenalter erreichte. 